# Minnesota Sports & Entertainment
Minnesota Sports & Entertainment, L.P. är ett amerikanskt kommanditbolag som äger och driver ishockeylaget Minnesota Wild i NHL och lacrosselaget Minnesota Swarm i NLL samt Saint Paul Arena Company som sköter det dagliga driften med arenan Xcel Energy Center och andra faciliteter som Saint Paul RiverCentre och Roy Wilkins Auditorium och cateringföretaget Wildside Caterers.

## Tillgångar
- Minnesota Wild - NHL
- Minnesota Swarm - NLL
- Saint Paul Arena Company
  - 317 on Rice Park
  - Roy Wilkins Auditorium — Sköter dagliga driften
  - Saint Paul RiverCentre — Sköter dagliga driften
  - Wildside Caterers — Majoritetsägare
  - Xcel Energy Center — Sköter dagliga driften